# Petalocephala walkeri
Petalocephala walkeri är en insektsart som beskrevs av Melichar 1903. Petalocephala walkeri ingår i släktet Petalocephala och familjen dvärgstritar. Inga underarter finns listade i Catalogue of Life.